# Kalinka
Kalinka (v cirilici Калинка) je znana ruska pesem. Leta 1860 jo je napisal Ivan Petrovič Larionov (1830 - 1889) za zvočno podlago svoje predstave in je od takrat ponarodela.